# Fritz Hartlauer
Friedrich „Fritz“ Hartlauer (* 4. November 1919 in Kumberg bei Graz; † 6. September 1985 in Graz) war ein österreichischer Maler, Grafiker, Bildhauer, Kunsthandwerker, Designer und Architekt.

## Leben
Fritz Hartlauer wurde am 4. November 1919 als Sohn des elektrotechnischen Monteurs Karl Hartlauer (* 20. September 1878) und dessen Ehefrau Antonia (geborene Kristandl; * 14. Jänner 1881) in Kumberg geboren und am 7. November 1919 auf den Namen Friedrich getauft. Seine Eltern hatten am 25. November 1906 geheiratet. Davor hatte die Familie unter anderem in Sankt Ruprecht an der Raab gelebt, wo etwa sein Bruder Karl (* 11. Februar 1907; † 18. Juni 2002 in Weiz) geboren wurde. Am 27. Mai 1928 wurde Fritz Hartlauer in Graz von Bischof Ferdinand Stanislaus Pawlikowski gefirmt.
Nach abgeschlossener Schulausbildung war er von 1935 bis 1938 als technischer Angestellter für ELIN Weiz tätig. Er absolvierte eine Ausbildung zum Segelflieger und leistete im Zweiten Weltkrieg Kriegsdienst bei der Luftwaffe der Wehrmacht. Während dieser Zeit schuf er in der Sowjetunion autodidaktisch erste Plastiken. Zwischen 1945 und 1948 besuchte er als außerordentlicher Schüler (Gasthörer) die Ortweinschule (Kunstgewerbeschule, Meisterschule für Handwerk) in Graz. Zu seinen dortigen Lehrern gehörten Wilhelm Gösser, Alexander Silveri und Walter Ritter. Hartlauer selbst beurteilte seine damalige künstlerische Ausgangsposition wie folgt: Die Faszination der auf diesem Wege gemachten Entdeckungen von Gestalten und Zusammenhängen ließ mir ein Studium an der Kunstakademie als nicht notwendig erscheinen und blieb daher Autodidakt. 
Fritz Hartlauer war seit 14. September 1946 kirchlich und standesamtlich mit der Künstlerin Mathilde „Hilde“ Hartlauer (geborene Sengl) verheiratet, die ebenfalls die Ortweinschule besucht und sich mit Seidenmalerei und Seidenbatik beschäftigt hatte. Er war Mitglied der Grazer Künstlervereinigung Forum Stadtpark.
Am 6. September 1985 beendete er sein Leben mit dem Freitod. Er ist auf dem St.-Leonhard-Friedhof in Graz beigesetzt.

## Werk

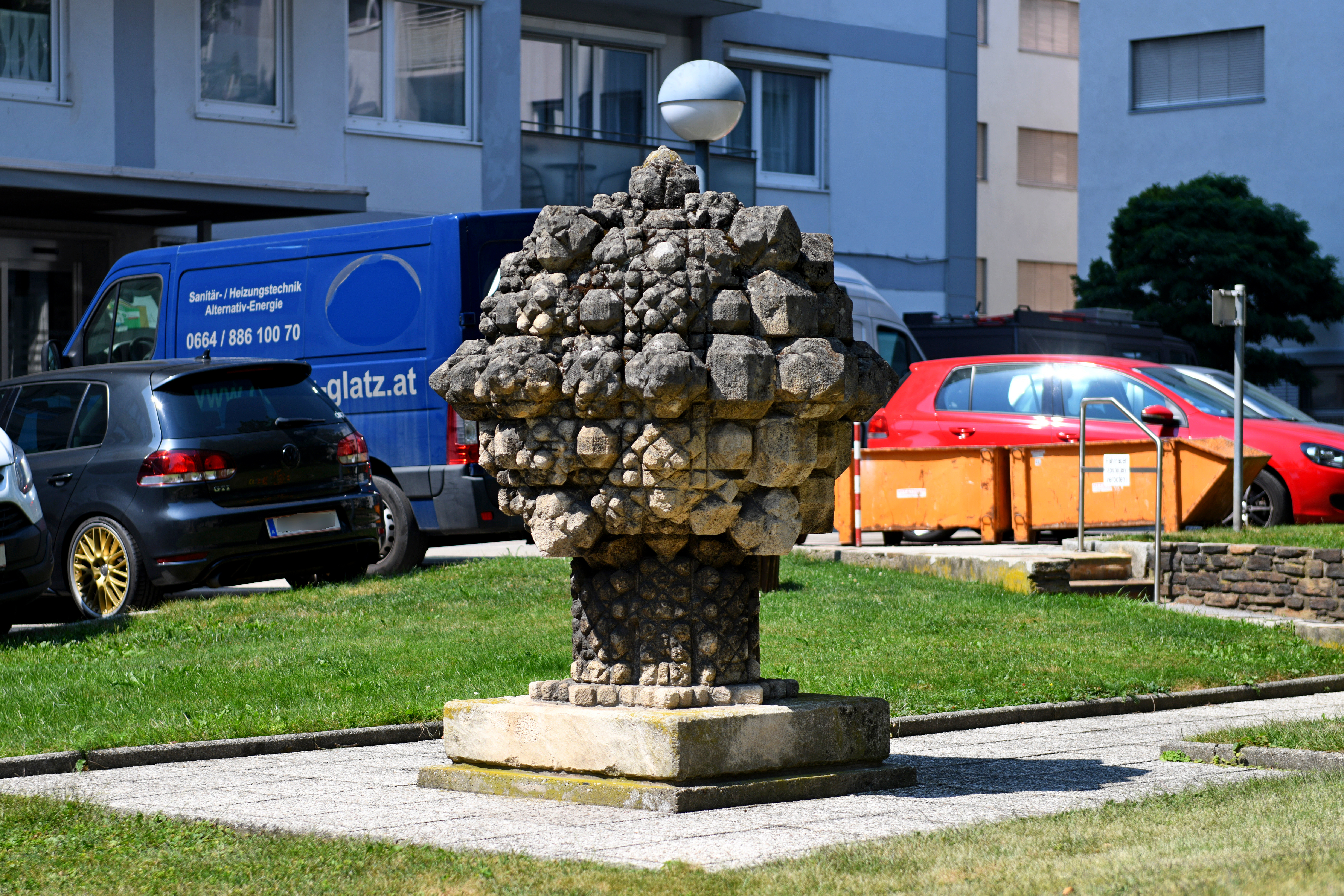
Urzellensystem aus Sandstein in Graz

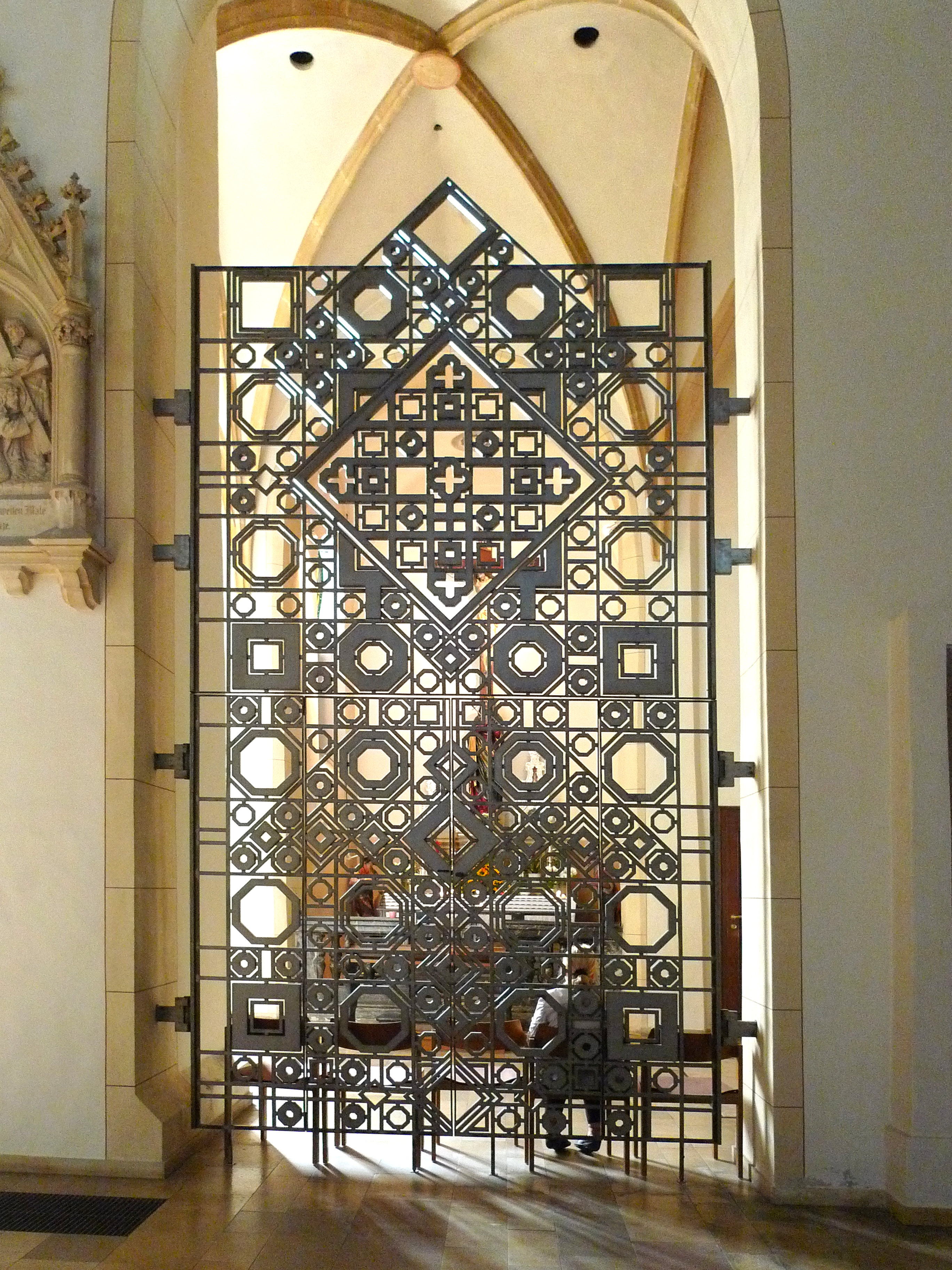
Gitter in der Grazer Stadtpfarrkirche

1948 begann Hartlauer die künstlerische Analyse des menschlichen Kopfes und entwickelte daraus die Urzelle als zentrales Motiv seiner künstlerischen Forschungsarbeit. 1955 begann er sich mit der geometrisch-symbolischen Gestaltung unter Behandlung der Themenkreise Urzelle oder Urzellensystem, Geheimnis des Kreuzes und phantastischer Gesetzmäßigkeit auseinanderzusetzen. Zu seinem Gesamtwerk gehören unter anderem Klein- und Großplastiken, Zeichnungen, Siebdrucke, Stein- und Metallreliefs sowie auf selbstentwickelten Techniken und Materialverwendungen beruhende Arbeiten wie Lichtbogen-Zeichnungen auf Aluminium. Von der katholischen Kirche und den Gemeinden erhielt er eine Reihe von Aufträgen für den öffentlichen Raum. Im Sommer 1962 nahm er am Bildhauersymposion St. Margarethen im Burgenland teil und auf der Expo 67 präsentierte er Urzellenplastiken. Zwischen 1972 und 1976 setzte er sich mit dem von Karl Prantl initiierten 'Stephansplatz-Projekt' auseinander.
1995 fand eine katalogbegleitete Gedächtnisausstellung in der Neuen Galerie Graz statt.
Werke (Auswahl)
- Urzelle, Skulptur, Elisabeth-Straße, Graz
- Durchbrochenes Kreuz, Bronze, 34 × 31 × 12 cm, Sammlung Belvedere (1990 Ankauf von Hilde Hartlauer), 1955[9]
- Altarwand, Relief, Evangelische Kirche, Peggau, 1966
- Urzellensystem, Skulptur, Sandstein, Hugo-Wolf-Gasse 10, Graz, 1967
- Tabernakel, Herz-Jesu-Kirche, Linz, 1969
- Urzellensystem, Aluminium, Leonhardgürtel 10 (Steweag-Gelände) in Graz, 1971
- Liturgische Ausstattung, Pfarrkirche Hl. Leopold, Puntigam (Graz), 1971
- Flügeltor, Aluminium, Seelsorgezentrum Graz, 1972
- Erdgeschoßverkleidung, Joanneumring 14, Graz, 1973
- Gestaltung der Hauptwand (Stirnwand) im Gemeinderatssitzungssaal im Neuen Rathaus Leoben (4. Obergeschoß): Wandplastik aus Alugusselementen, 8,5 Meter × 3,3 Meter, 1973[10]
- Fassadengestaltung, Verlagshaus Styria, Graz, 1974
- Aluminiumwand, TU Graz, 1975
- Trenngitter der Seitenschiffe mit Urzellenmotiven und Eingangstüren als geätztes Punktrasternetz, Grazer Stadtpfarrkirche, 1975
- Bronzewand, Austrian Airlines, Wien, 1978
- Tabernakel der Pfarrkirche Leoben-Lerchenfeld, um 1979
- Aufbahrungs- und Abschiedshalle, plastischer Schmuck am Portal, Villach, Zentralfriedhof, um 1981
- Senkrechter Auszug aus der Urzelle, Stele, Aluminiumgussplatten auf Marmorsockel, Österreichischer Skulpturenpark (vorher ORF Skulpturenpark), 1982/84[11]

## Auszeichnungen
- 1979: Ernennung zum Professor
- 1981: Würdigungspreis des Landes Steiermark für bildende Kunst[12]